# Museo reale per l'Africa Centrale
Il Museo reale dell'Africa Centrale è un museo di etnografia e storia naturale del Belgio posto a Tervuren, nel Brabante Fiammingo. Un primo nucleo del museo venne costituito già all'epoca dell'esibizione mondiale del 1897 per celebrare il Congo belga come colonia istituita da re Leopoldo II del Belgio.
Ancora oggi pertanto il museo si focalizza sul Congo che per molto tempo è stato colonia belga. La sfera d'influenza dei reperti in esso conservati (in particolar modo per quanto riguarda la ricerca biologica) si estende a tutto il bacino del fiume Congo, all'Africa centrale, orientale e occidentale. Inteso originariamente come un semplice museo coloniale, dal 1960 assunse caratteristiche più proprie dell'etnografia e dell'antropologia. Ad esso afferisce il Reale istituto belga per le scienze naturali.

## Storia

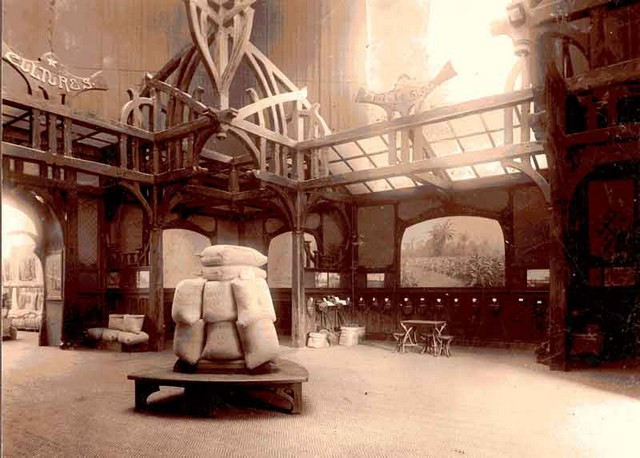
La struttura lignea disegnata da Hobé nel 1897.

Dopo che il Congo venne riconosciuto dalla Conferenza di Berlino del 1884-1885, re Leopoldo II del Belgio decise di mostrare il potenziale della sua nazione in un'esibizione. Gli investitori economici erano attratti dai nuovi territori di conquista e come tale il sovrano decise di porre il nucleo del museo direttamente nella residenza estiva di Tervuren. Quando Bruxelles venne prescelta quale sede per l'esposizione internazionale del 1897, a Tervuren iniziarono i lavori per la riquaificazione del museo attraverso la costruzione di grandi collegamenti con la capitale, una linea di tram e la spaziosa Avenue de Tervuren, entrambe esplicitamente concepite per facilitare le comunicazioni col museo ai numerosi visitatori previsti.
Il museo venne disegnato dall'architetto belga Albert-Philippe Aldophe. Nella sala principale, Georges Hobé disegnò una struttura lignea in stile Art Nouveau a rievocare la foresta, utilizzando legno proveniente direttamente dal Congo, dal villaggio di Bilinga. L'esibizione mostrava oggetti etnografici, animali imbalsamati e nella "Sala delle Grandi Culture" erano riportati i prodotti principali del Congo tra cui caffè, cacao e tabacco. Nel parco del palazzo era stata realizzata una copia di un vero villaggio africano ove vivevano 60 africani importati per l'occasione. L'esposizione ebbe un grande successo.
Nel 1898 il palazzo delle Colonie divenne ufficialmente conosciuto col nome di Musée du Congo, e l'esibizione divenne permanente e fu in quel momento che ebbe inizio anche la fase di ricerca scientifica nell'ambito, pur necessitando ormai di un ampliamento a causa della crescita spropositata dei reperti esposti. Leopoldo II era intenzionato dunque a cambiare completamente l'orientamento del museo, inserendovi sessioni anche di cultura cinese e giapponese oltre ad un centro congressi ed un istituto di studi mondiale, facendo crescere anche la cittadina di Tervuren come un ricco sobborgo di Bruxelles. La costruzione del nuovo museo ebbe inizio del 1904 su progetto dell'architetto francese Charles Girault in stile neoclassico, ispirato al Petit Palais, con grandi giardini che si estendevano verso la foresta di Tervuren, parte della Foresta di Soignes. Il complesso venne ufficialmente inaugurato ed aperto al pubblico da Alberto I nel 1910 ed ottenne il nome di Museo del Congo Belga. Nel 1952 gli venne aggiunto l'aggettivo "reale". Nel 1957, per l'Expo 1958, vi venne aggiunta un'ulteriore grande struttura per ricevere il personale africano, nota come Centre d'accueil du personnel africain (CAPA). Nel 1960 il museo cambiò nome nell'attuale Museo reale per l'Africa Centrale. A Dicembre 2013 il Museo è stato chiuso per lavori di restauro e rinnovazione. La riapertura, dopo 5 anni di restauri, è avvenuta l'8 Dicembre 2018. Il museo è stato ribattezzato col nome di AfricaMuseum.

## Controversie sul museo

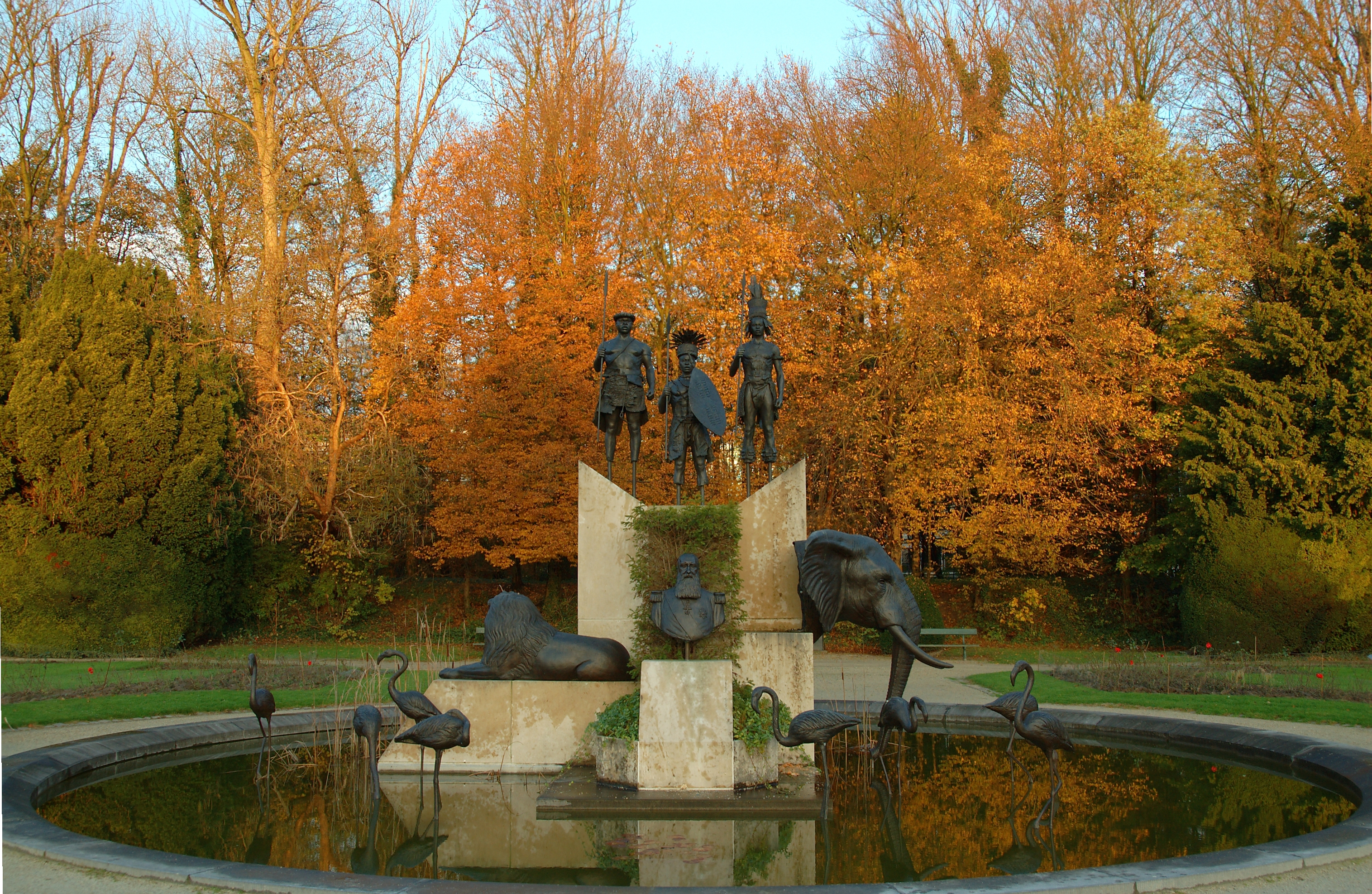
Monumento nel parco.

Il museo, proprio per la sua natura, subì diverse controversie nel corso della sua storia. Solitamente esso viene definito "un museo di un museo" in quanto non solo esso costituisce una struttura museale attiva ma ha il pregio di mostrare come un museo fosse concepito a metà Ottocento, all'epoca della sua istituzione, e per quali scopi. Non mancarono le contestazioni politiche relative all'Expo 1958 quando il museo ebbe lo scopo di mostrare le ottime relazioni che intercorrevano tra belgi e congolesi, mentre in realtà i due paesi erano sull'orlo della crisi per l'indipendenza tra colonia e madrepatria.

## Collezioni
Secondo il sito internet del museo, la collezione contiene:
- 10.000.000 di animali
- 250.000 minerali e pietre
- 120.000 oggetti etnografici
- 20.000 mappe
- 56.000 oggetti in legno
- 8.000 strumenti musicali
- 350 archivi differenti, tra cui il diario di Henry Morton Stanley

La collezione dell'erbario del museo venne trasferita a quella del Giardino Botanico Nazionale del Belgio nel 1934.

## Ricerca

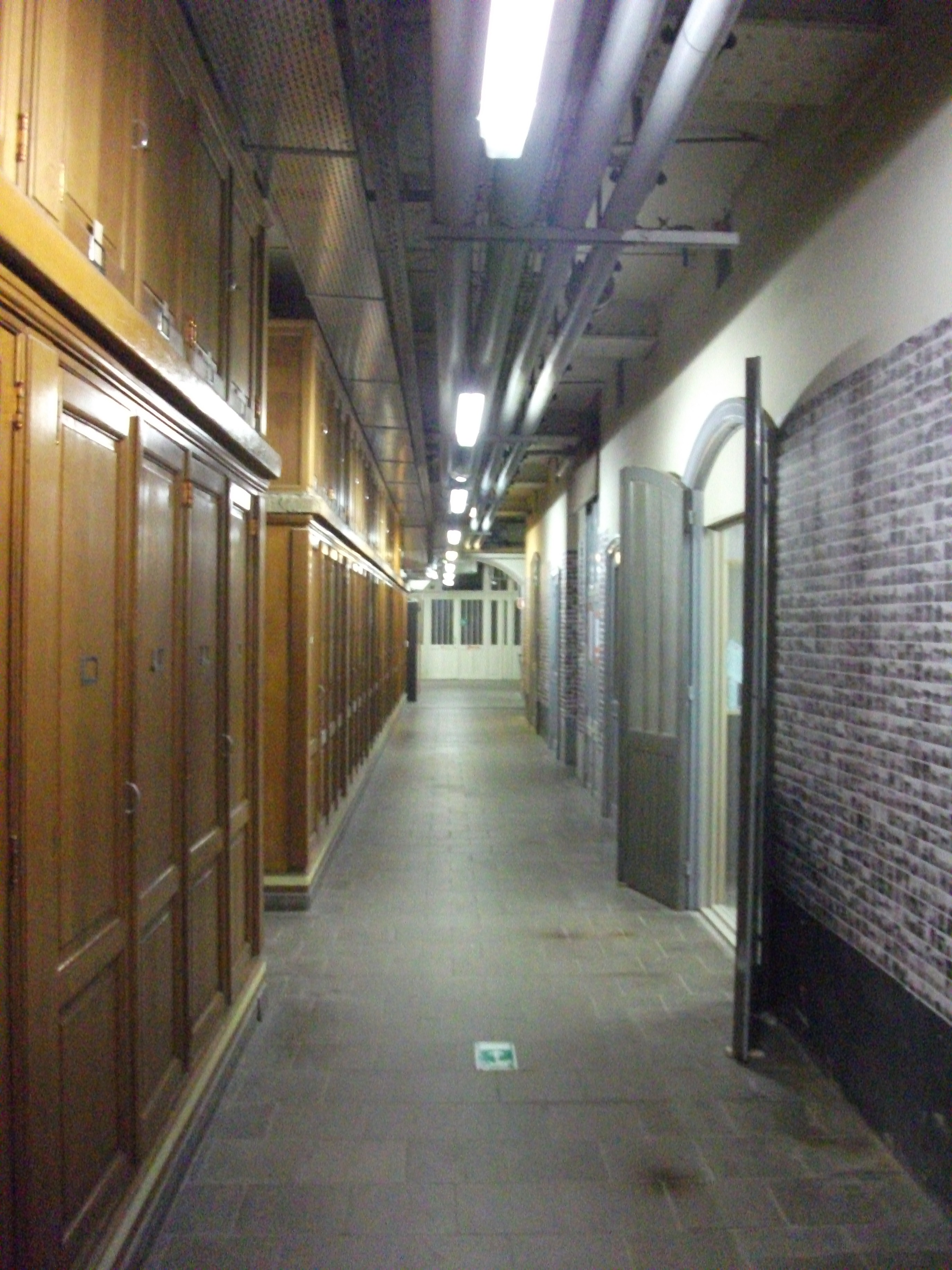
L'area sotterranea del Museo reale per l'Africa Centrale dove è conservata gran parte della collezione.

I dipartimenti scientifici (assieme a gran parte delle collezioni) sono situati nel palazzo delle Colonie, nel padiglione Stanley e nel complesso CAPA.
Vi sono 4 dipartimenti di studi:
- Dipartimento di Antropologia Culturale
  - Etnografa
  - Archeologia e Preistoria
  - Linguistica ed Etnomusicologia
  - Etnosociologia ed Etnostoria
- Dipartimento di Geologia e Mineralogia
  - Geologia Generale
  - Mineralogia e Petrografia
  - Cartografia e interpretazione fotografica
  - Chimica fisica e inorganica
- Dipartimento di Zoologia
  - Vertebrati (Ornitologia, Ittiologia, Erpetologia, Osteologia e Mammologia)
  - Entomologia
  - Invertebrati non insetti (Aracnologia, Myriapodologia, Acarologia)
- Dipartimento di Storia e Servizi Scientifici Generali
  - Storia del Periodo Coloniale
  - Storia Contemporanea
  - Economia agraria e delle foreste (Geomorfologia, Laboratorio di Biologia del Legno)

## Galleria d'immagini

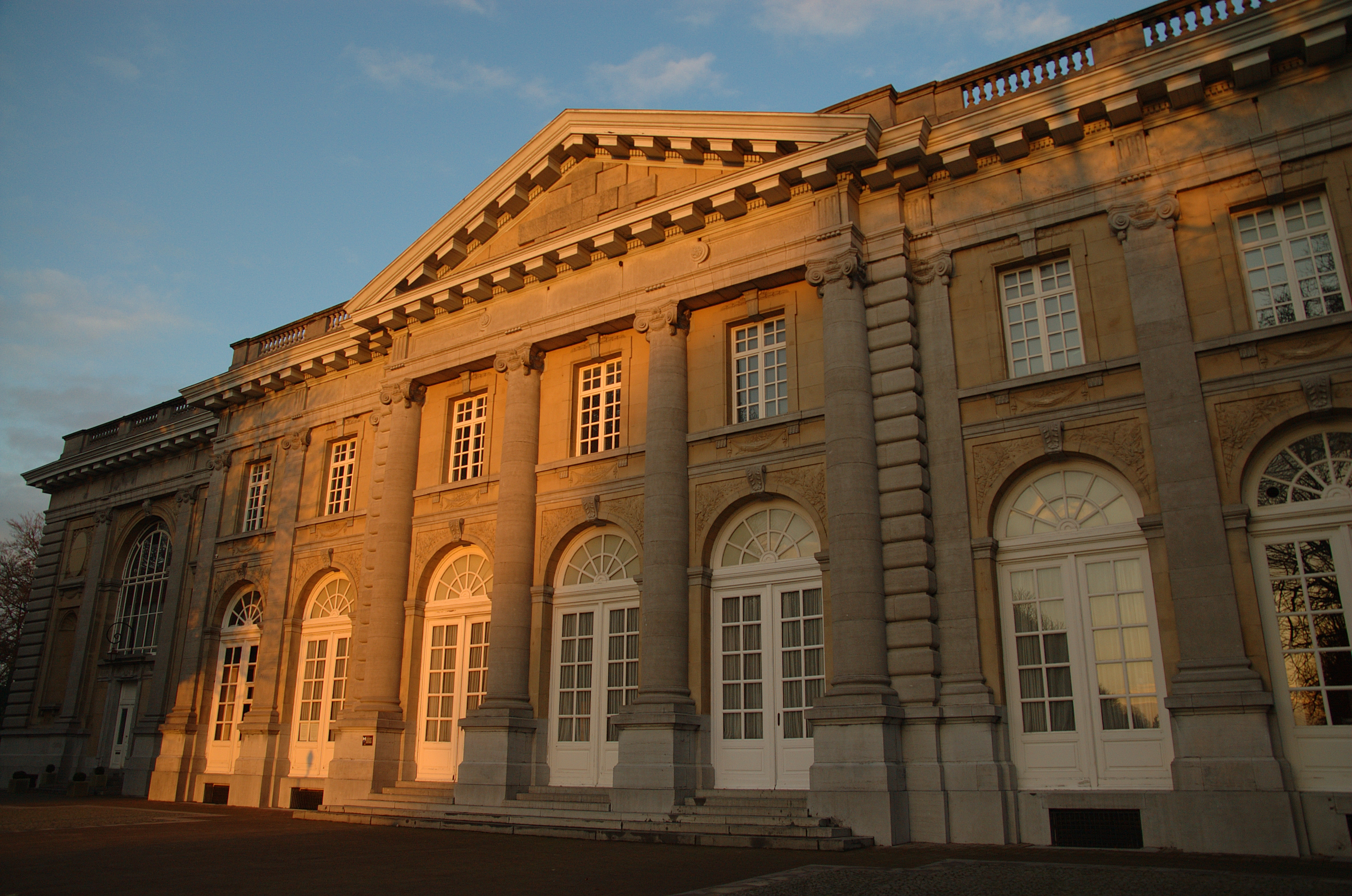
Palazzo delle Colonie (1897).
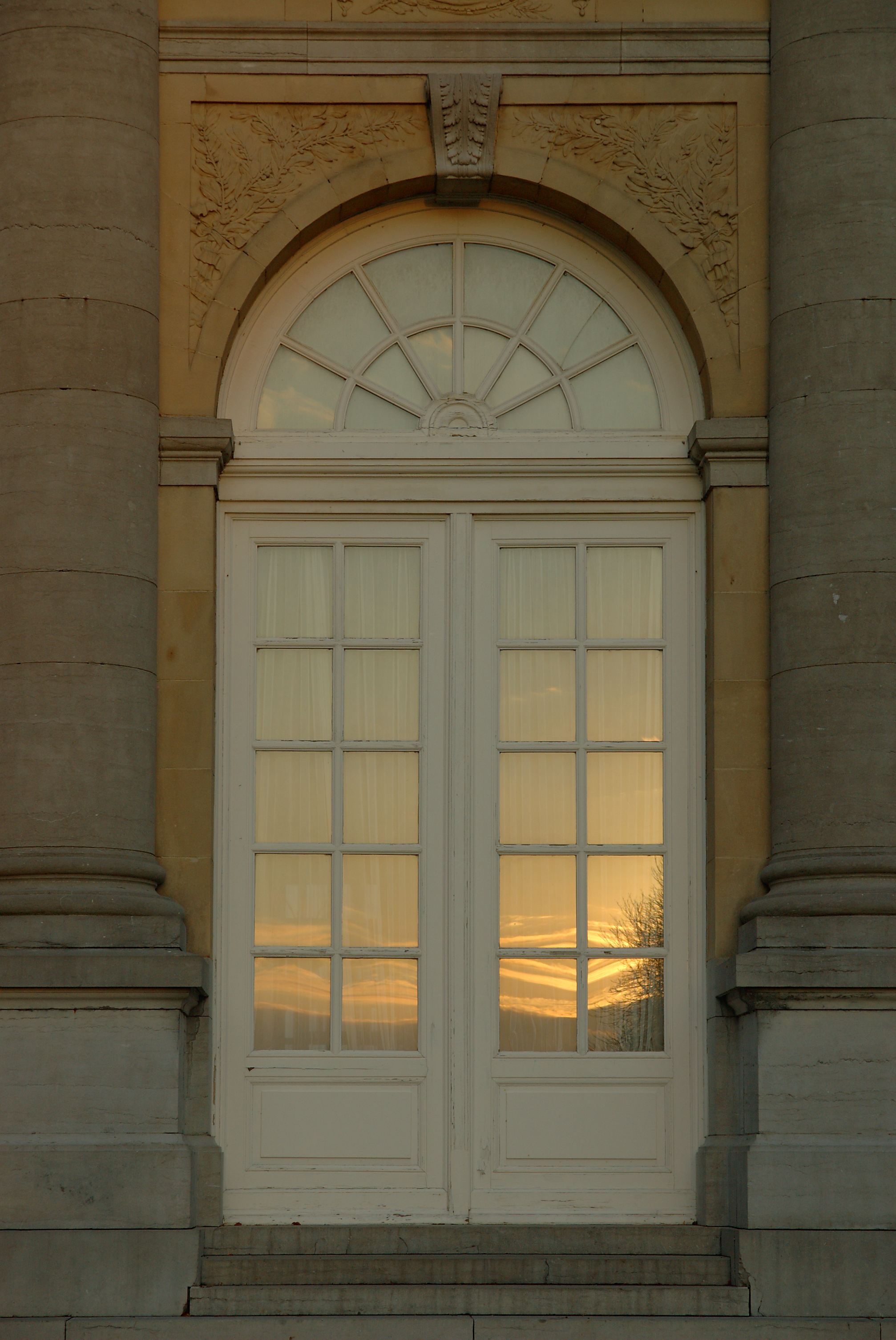
Palazzo delle Colonie, portone d'ingresso.
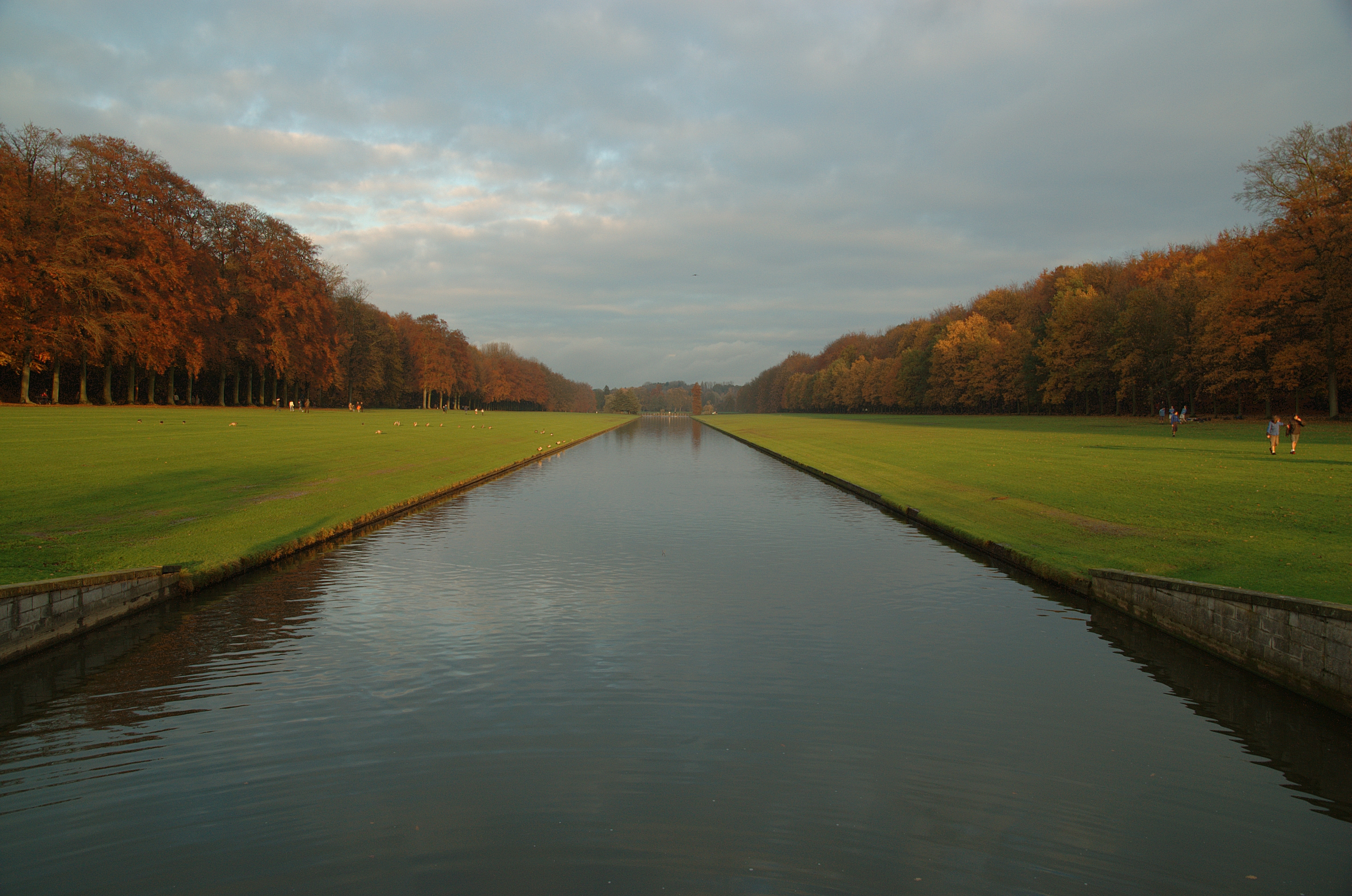
Stagno nel parco
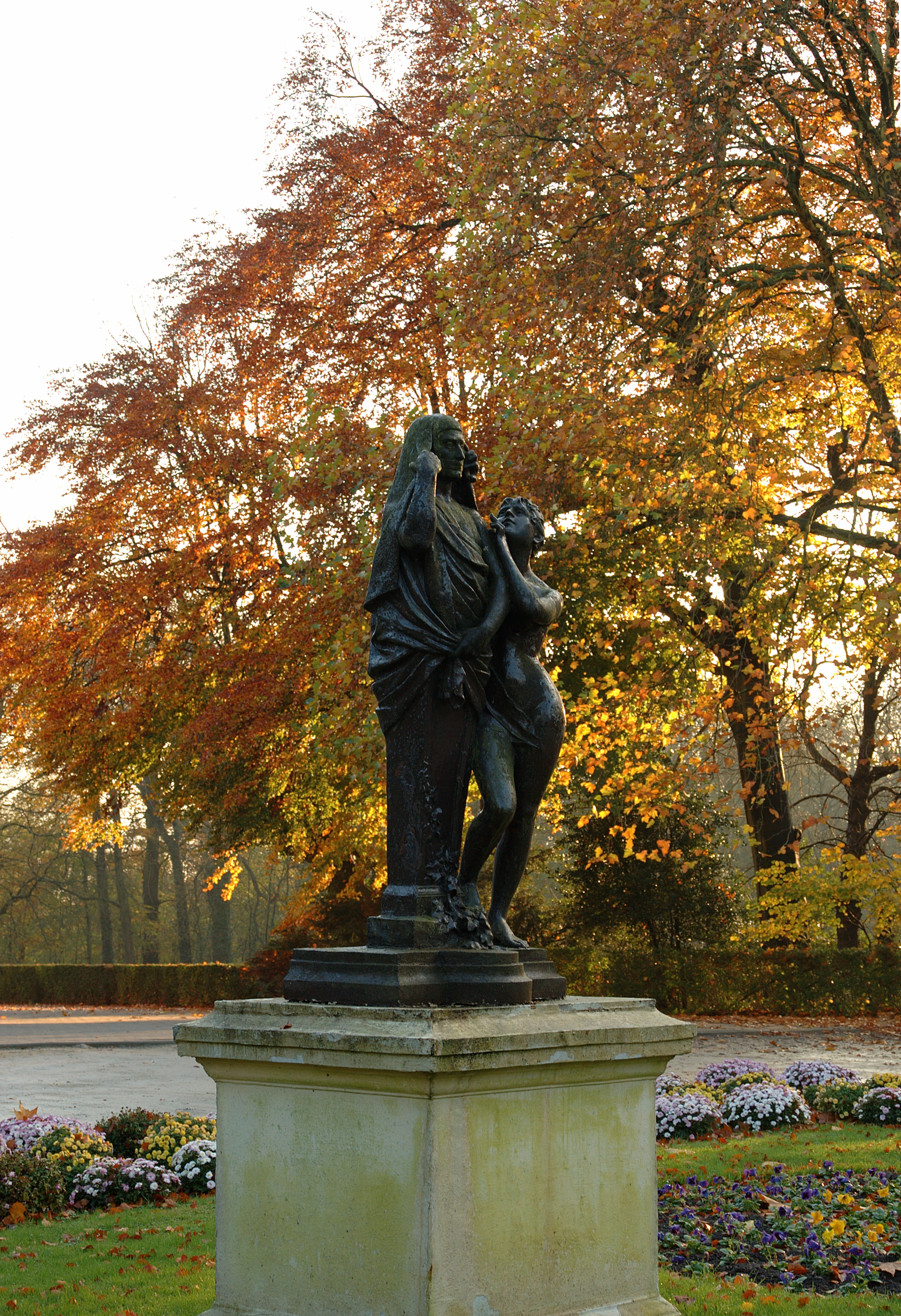
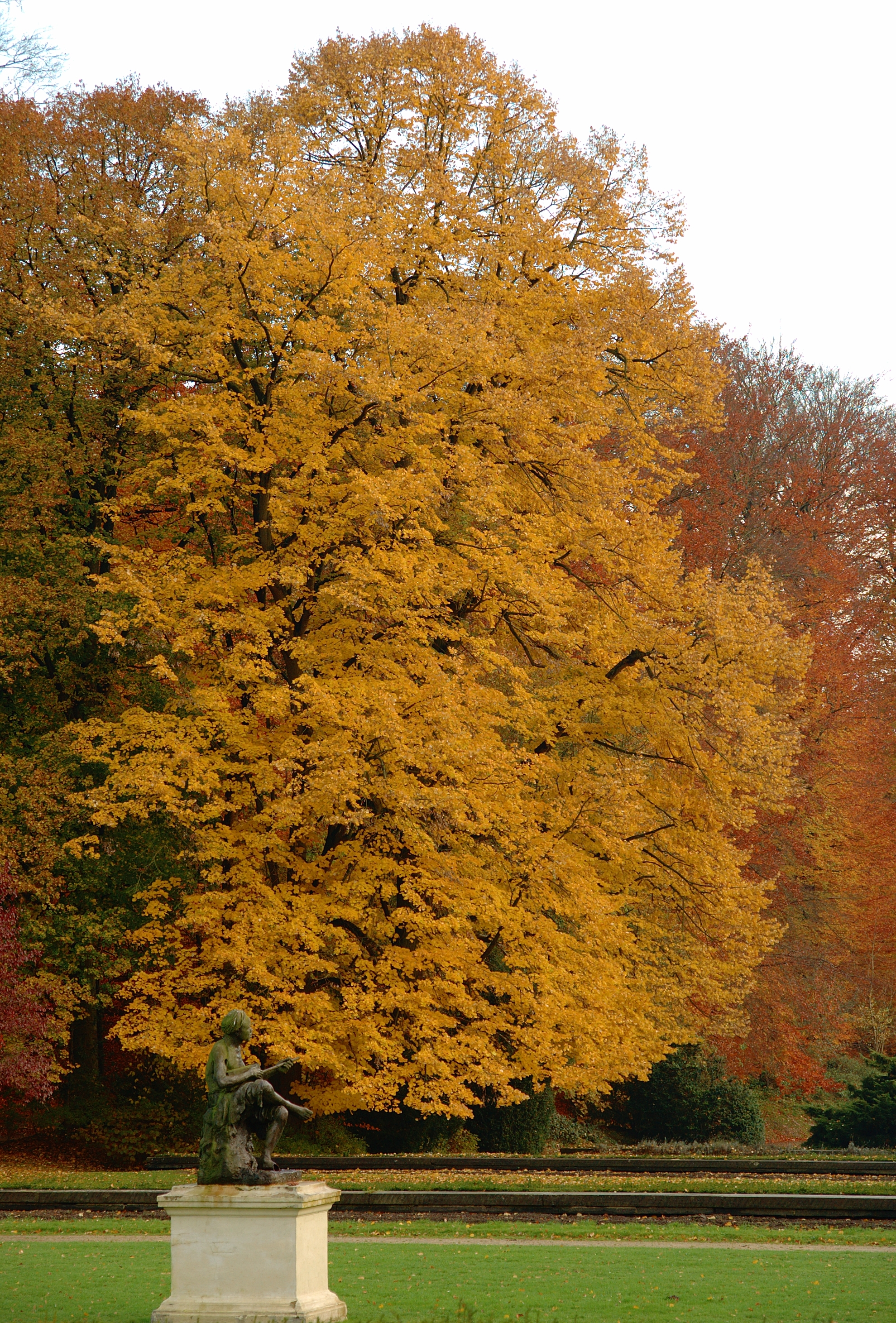
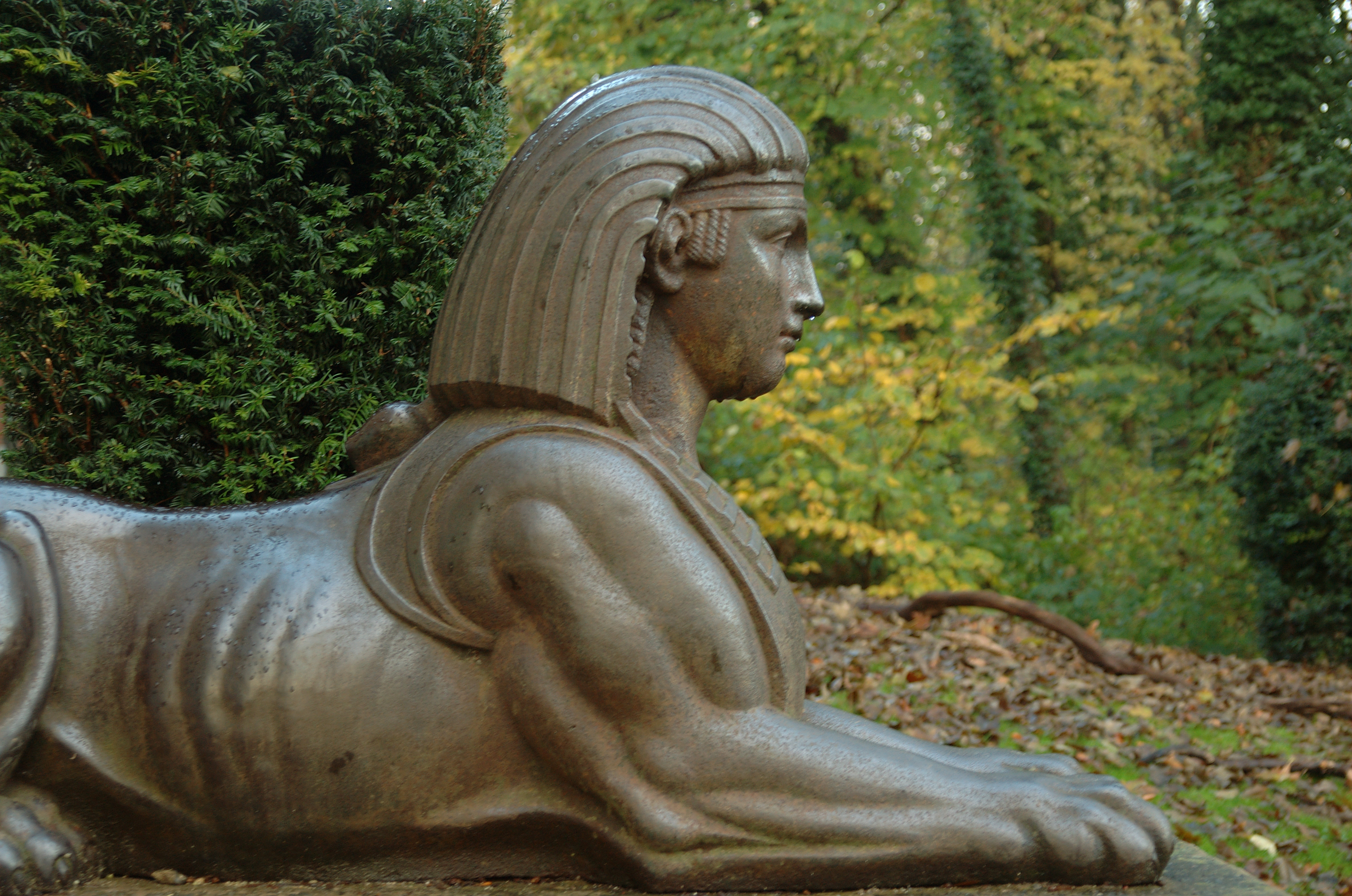
Sfinge, scalinate nel giardino.
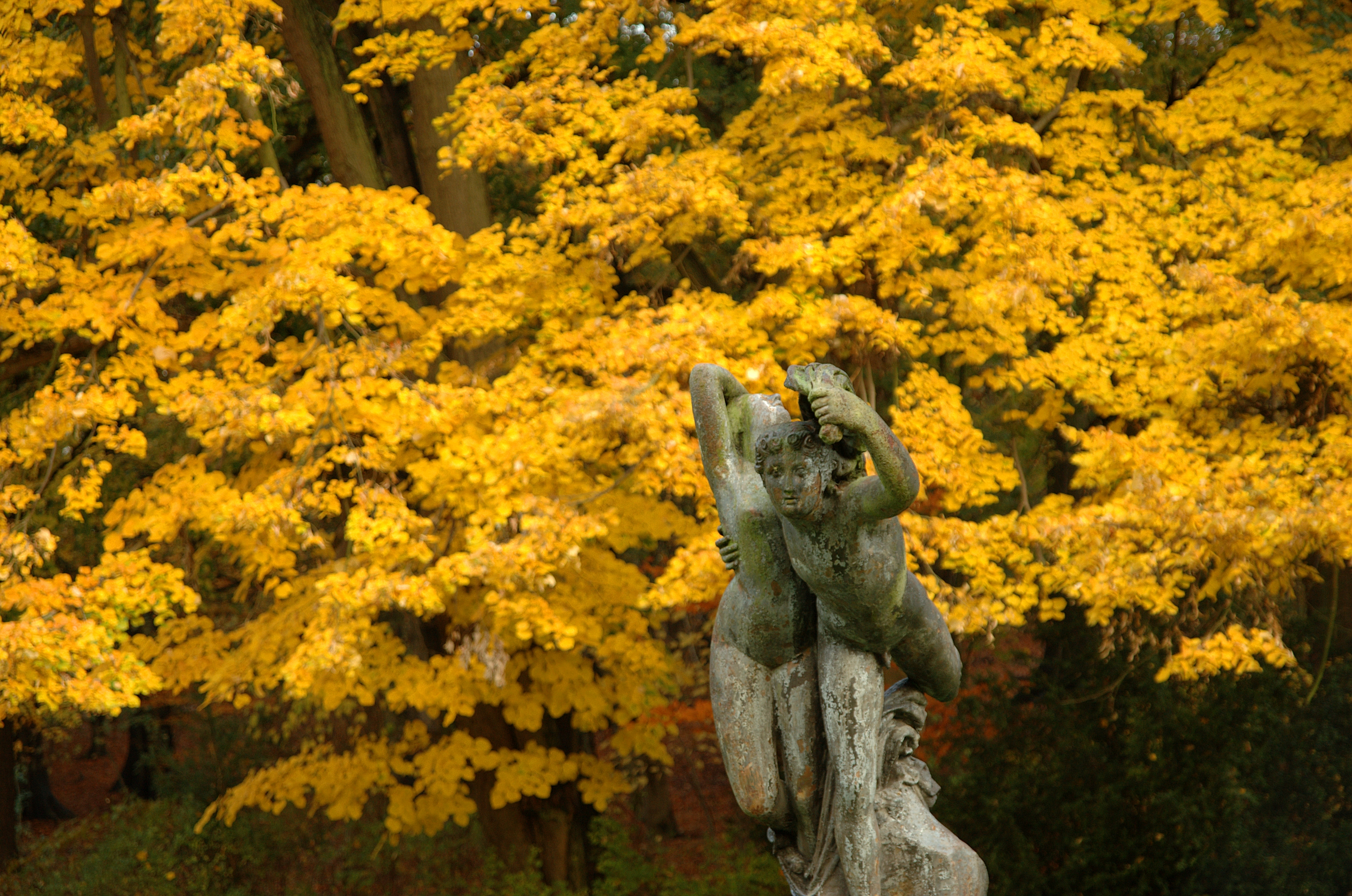
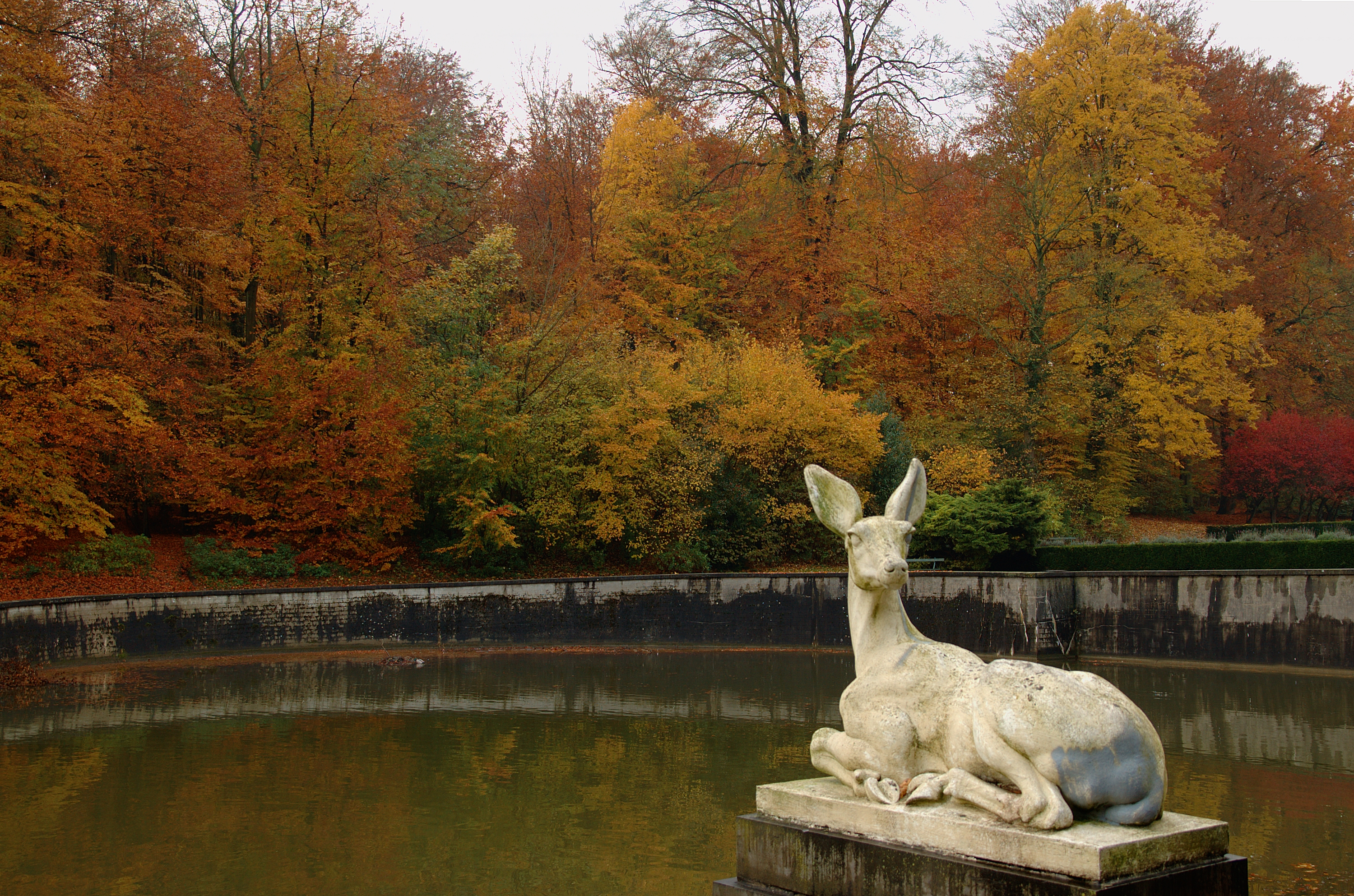
Fontane nel giardino.
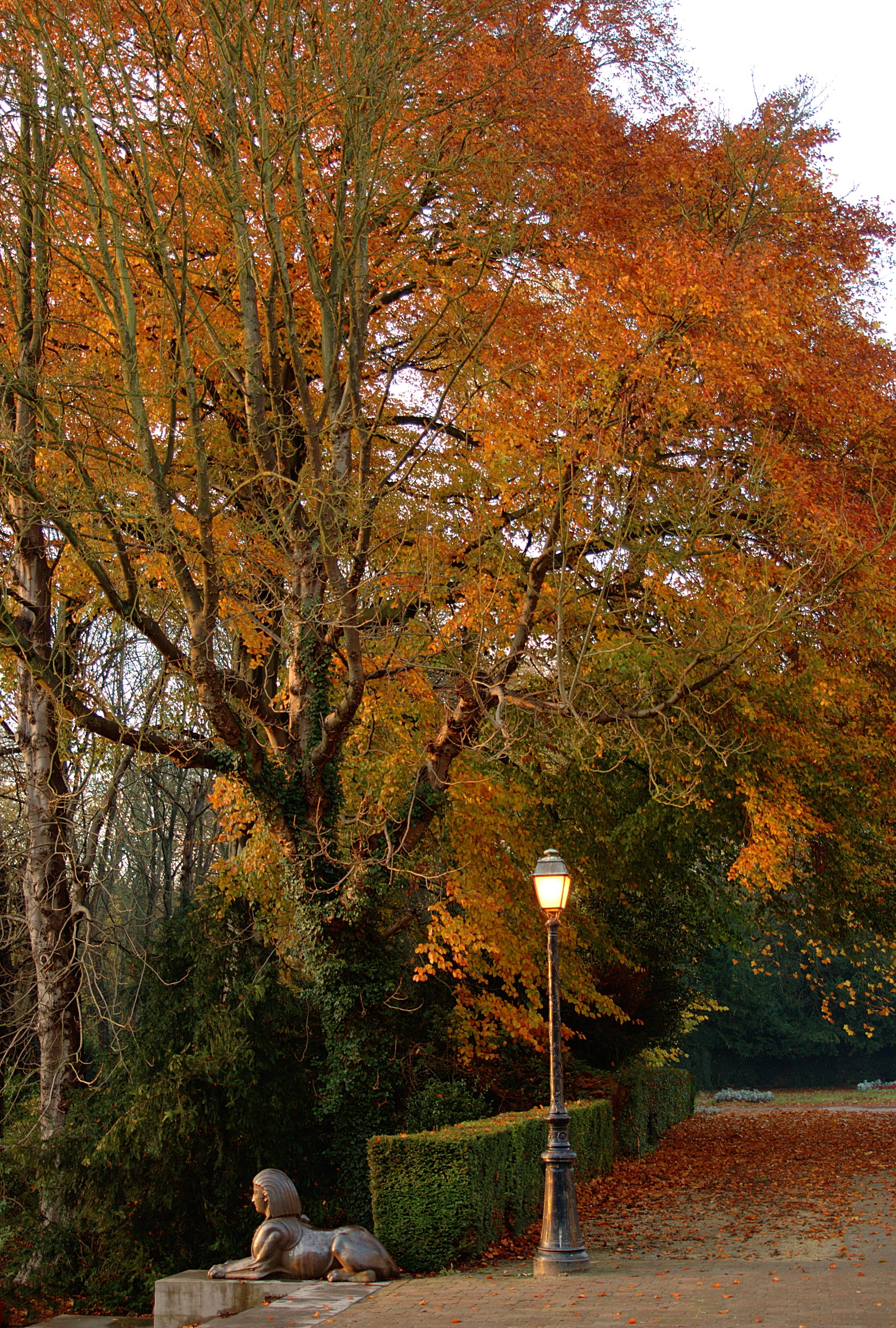